# Протоцератиди
Протоцератиди (Protoceratidae) — вимерла родина парнокопитних ссавців з підряду жуйних (Ruminantia). Існувала з середини еоцену до початку пліоцену (46-5 млн років тому) у Північній Америці.

## Опис
Тіло завдовжки 1-2 м. Характерною особливістю протоцератид було наявність двох пар рогів. Крім пари звичайних рогів на голові, у них були додаткові роги на носі. Ці роги були або парними (у Syndyoceras), або одиночними і роздвоювалися ближче до кінця (в Synthetoceras). Роги, ймовірно, були покриті шкірою. Самиці були безрогими, або мали набагато менші роги, ніж самці. Зуби протоцератид нагадували зуби сучасних оленів і парнокопитних. Вважається, що вони живилися жорсткими травами і мали складні шлунки.

## Роди
- Protoceratidae[4]
  - Heteromeryx
  - Leptoreodon
  - Leptotragulus
  - Poabromylus
  - Toromeryx
  - Trigenicus
  - Paratoceras
  - Protoceras
  - Pseudoprotoceras
  - Kyptoceras
  - Lambdoceras
  - Prosynthetoceras
  - Synthetoceras
  - Syndyoceras